# Anett Kontaveit
Anett Kontaveit, née le 24 décembre 1995 à Tallinn, est une joueuse de tennis estonienne, professionnelle de 2011 à 2023.
Elle a été finaliste en simple junior à l'US Open 2012.
À ce jour, elle a remporté six titres en simple sur le circuit WTA.
En 2023, à 27 ans, elle annonce mettre fin à sa carrière après le tournoi de Wimbledon à la suite d'une blessure dégénérative au dos (disque lombaire).

## Carrière
Anett Kontaveit a gagné seize tournois ITF, onze en simple et cinq en double.

### 2010: premiers tournois ITF
Elle joue ses premiers tournois au niveau ITF en août 2010 à Savitaipale, en Finlande et à Tallinn en Estonie. Elle obtient alors son premier classement WTA.

### 2011: premiers titre au niveau ITF
En janvier 2011, elle remporte ses premiers matchs au tournoi ITF de Tallinn, atteignant les quarts. Anett Kontaveit remporte son premier tournoi ITF à Tallinn 2 (le deuxième de l'année) face à la Slovaque Zuzana Luknarova. Elle est également sélectionnée pour jouer au sein de l'équipe estonienne de Fed Cup. Cette même année, elle remporte les tournois ITF de Savitaipale et Stockholm 2.

### 2012: top 500, finale de l'US Open junior
2012 marque son entrée dans le top 500 de la WTA. Elle remporte les tournois ITF de Tallinn 2 et San Luis Potosi. Elle joue les qualifications du tournoi WTA de Copenhague. Elle élimine notamment Kristina Mladenovic avant de perdre face à Annika Beck. Elle atteint la finale de l'US Open sur le circuit junior mais s'incline en finale face à Samantha Crawford.

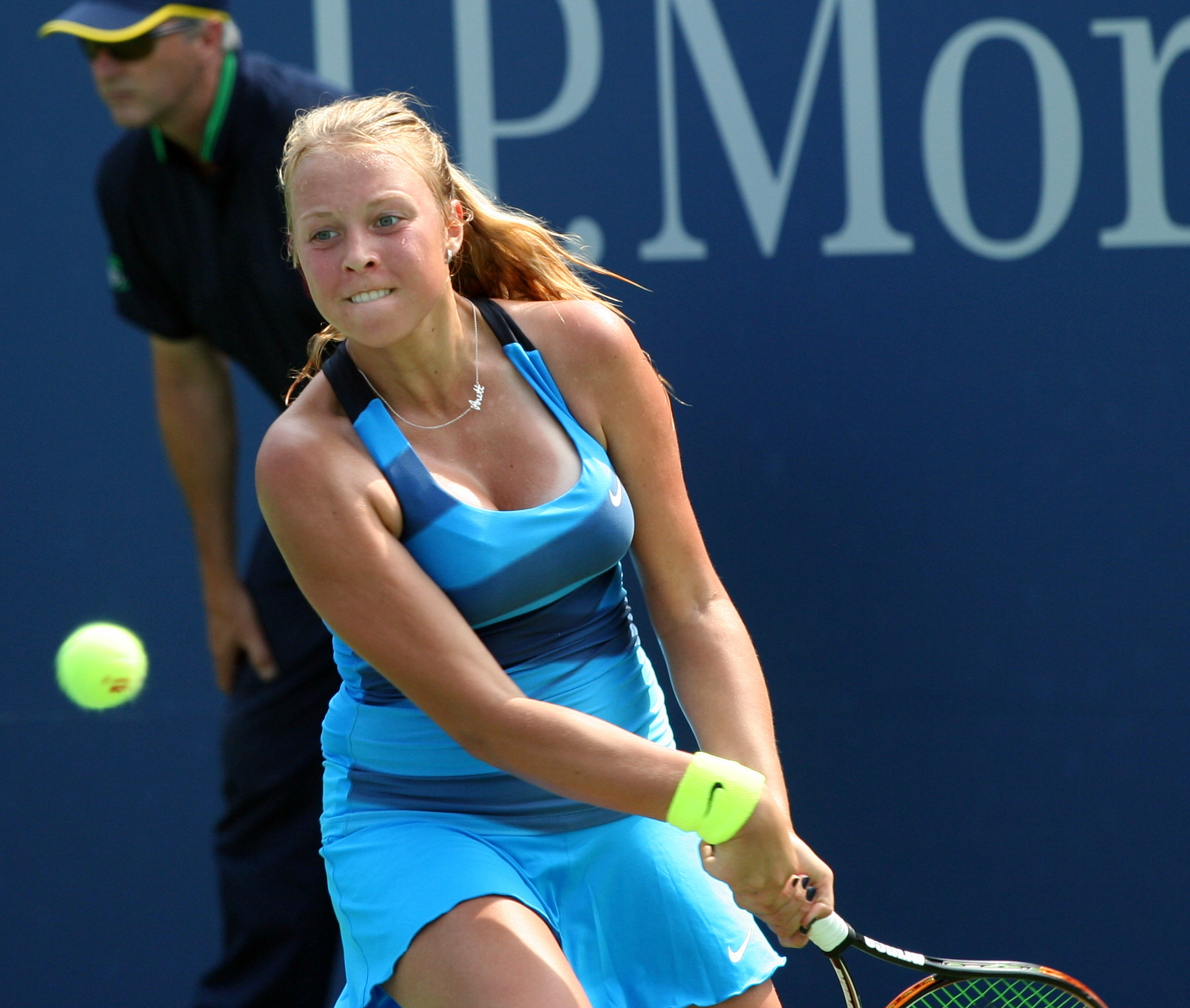
Kontaveit à l'US Open Juniors en 2012.

### 2013: neuvième titre ITF
En 2013, Anett Kontaveit se qualifie pour le Premier Mandatory de Miami, occupant la 386e place mondiale. Elle perd dès le premier tour face à l'américaine Christina McHale, alors 55e mondiale, (2-6, 1-6). Elle remporte son 6e et 7e titre ITF à Marathon-Athènes 2 et Moscou 2. Fin juillet, elle continue avec le tournoi ITF d'Izmir 2 en Turquie, Margaret River en Australie. Fin 2013, elle comptabilise neuf titres ITF à 18 ans et se place à la 228e place WTA.

### 2014: premier Grand Chelem, victoire sur le circuit principal
Début 2014, après quelques tournois ITF, elle tente les tournois de Miami et Monterrey sans succès. Elle joue les qualifications de Roland Garros mais perd au troisième tour. À Wimbledon, elle se qualifie pour la première fois dans un tableau principal d'un Grand Chelem mais s'incline après être passée proche de la victoire face à Casey Dellacqua (6-3, 6-74, 3-6). À Bastad, elle remporte son premier match sur le circuit principal face à la tête de série no 1 et 21e mondiale, Alizé Cornet (7-63, 6-3).

### 2015: huitième de finale à l'US Open et top 100
Après plusieurs échecs en qualifications de tournoi WTA et ITF, Anett Kontaveit remporte son dixième tournoi ITF à Eastbourne. Elle participe pour la seconde fois au premier tour de Wimbledon et s'incline contre la Biélorusse Victoria Azarenka, ancienne numéro une mondiale en ne gagnant que trois jeux (2-6, 1-6). Fin juillet, elle remporte un match à Bakou contre la Japonaise Misa Eguchi (7-5, 6-2) et s'incline au tour suivant face à l'Italienne Karin Knapp (1-6, 0-6). Elle s'extirpe des qualifications à Bastad mais s'incline. Elle est révélée par son parcours à l'US Open. Issue des qualifications, elle élimine successivement l'Australienne Casey Dellacqua (7-5, 6-2), la Russe et tête de série no 31 Anastasia Pavlyuchenkova (7-5, 6-4) puis l'Américaine Madison Brengle (6-2, 3-6, 6-0) pour se qualifier pour son premier huitième de finale en Grand Chelem. Elle est alors battue par Venus Williams, dominée dans tous les compartiments du jeu. Le 14 septembre, elle fait son entrée dans le top 100.
Elle termine l'année en sortant des qualifications des tournois WTA de Guangzhou et Tachkent.

### 2016: demi-finales en tournoi WTA mais sortie du Top 100
Elle commence l'année par un quart de finale à Shenzen en éliminant la Kasakh Yaroslava Shvedova et la Chinoise Zheng Saisai. Elle participe à l'Open d'Australie et dispute le tableau final pour la première fois. Affrontant Garbiñe Muguruza, numéro trois mondiale et finaliste à l'Open d'Australie, elle s'incline logiquement (0-6, 4-6). Elle atteint les demi-finales à Monterrey où elle perd face Kirsten Flipkens (6-76, 4-6) après avoir éliminé l'Italienne Sara Errani (6-1, 6-3), Dominika Cibulková (6-4, 6-4) et la qualifiée Américaine Nicole Gibbs (6-1, 6-4). Elle peine à enchaîner les bons résultats les mois suivants, s'arrêtant en qualifications à Indian Wells et Miami et s'inclinant au premier tour de Roland Garros auquel elle participe pour la première fois, battue par la onzième mondiale Venus Williams en deux tie-breaks.

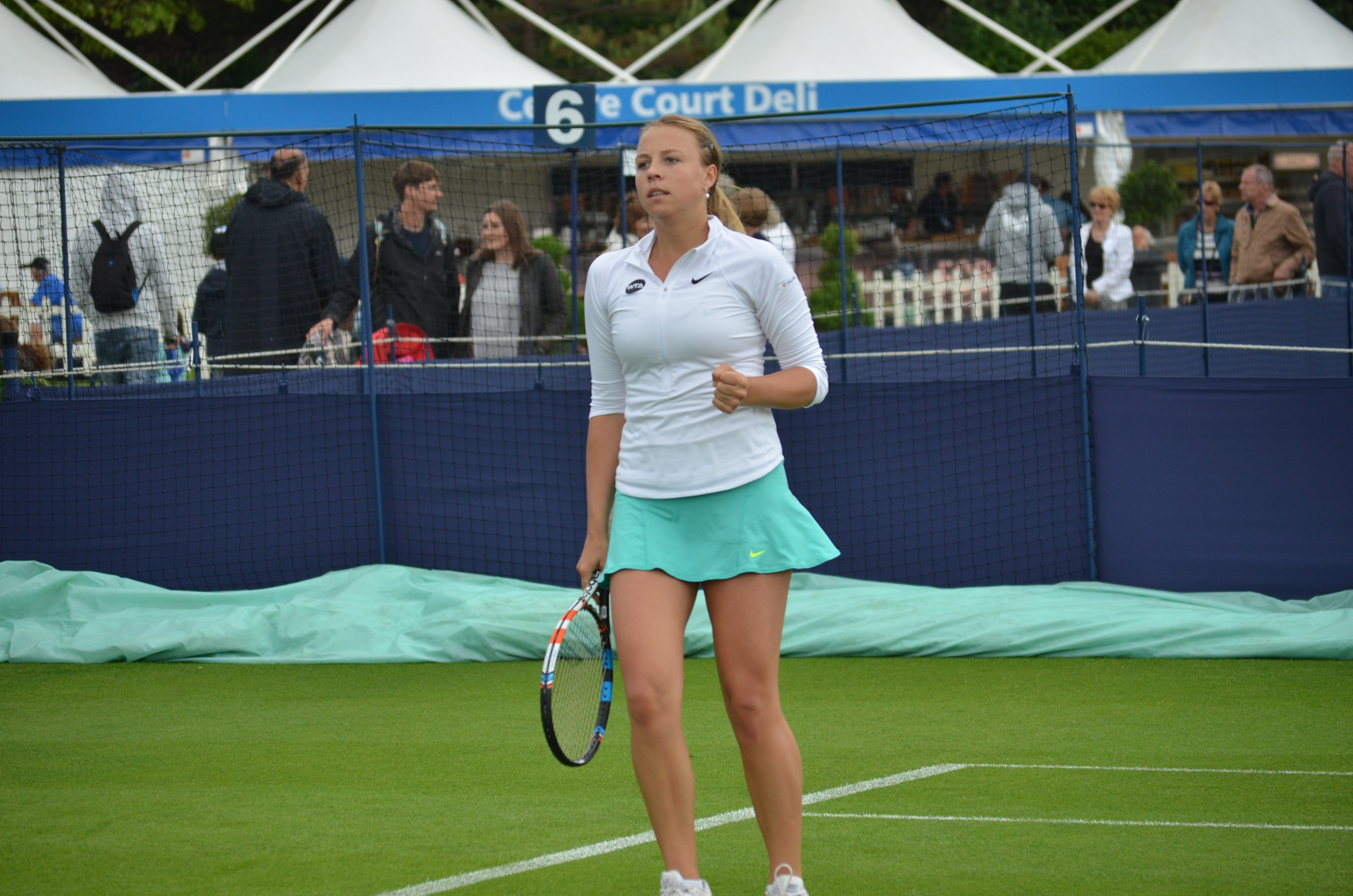
Anett Kontaveit à Eastbourne.

Elle s'impose à Nottingham contre l'Américaine Lauren Davis (6-3, 6-1) et l'ancienne numéro une Caroline Wozniacki (6-7, 6-3, 7-5) et perd en quarts de finale contre une autre Américaine, Alison Riske (3-6, 3-6). Elle sort des qualifications à Eastbourne mais est battue lors d'un match serré par l'Allemande Anna-Lena Friedsam (7-6, 4-6, 4-6) au premier tour. Elle affronte la Tchèque Barbora Strýcová à Wimbledon pour sa troisième participation au tournoi londonien mais ne gagne toujours pas de match (6-4, 4-6, 4-6). C'est le début d'une série de quatre défaites en cinq matchs. Elle se réveille à New Haven, sortant des qualifications et se débarrassant de la Néerlandaise Kiki Bertens (6-3, 6-4). Cependant elle abandonne en huitième de finale contre la Russe Elena Vesnina (4-6, 0-1 ab.) et s'incline d'entrée à l'US Open (contre la même adversaire) et à Tokyo (contre la locale et future numéro une Naomi Osaka) . Elle sort à cette occasion du Top 100.
Elle sort un dernier résultat positif à Guangzhou en éliminant Kateřina Siniaková (6-1, 6-1), la locale Zhu Lin (6-1, 3-6, 6-0) et la Suissesse Viktorija Golubic (6-4, 4-6, 6-3) pour jouer sa deuxième demi-finale de l'année. Elle est stoppée par l'Ukrainienne Lesia Tsurenko (4-6, 2-6). Elle termine l'année avec un deuxième tour à Linz et une défaite au premier tour de Luxembourg contre la Française Caroline Garcia (6-7, 6-2, 4-6).

### 2017: top 30 et1ertitre WTA à Bois-Le-Duc
Elle remporte son onzième ITF à Andrézieux-Bouthéon en tout début d'année après s'être inclinée d'entrée à l'Open d'Australie contre María Sákkari (0-6, 4-6). C'est le début d'une nouvelle dynamique positive pour l'Estonienne. Elle sort des qualifications à Budapest et Indian Wells et gagne son premier match en WAT 1000 contre la Japonaise Misaki Doi (7-5, 6-4). Elle sort encore des qualifications à Miami et fait mieux en alignant deux victoires sur une autre Japonaise, Kurumi Nara (6-2, 6-1) et la Russe Ekaterina Makarova (6-7, 6-2, 6-2). Elle s'incline logiquement contre la numéro cinq mondiale Simona Halep (3-6, 0-6). Cette performance lui permet de retrouver le Top 100.
Kontaveit atteint sa première finale WTA au tournoi de Bienne sur dur indoor, éliminant Heather Watson, Evgeniya Rodina, Elise Mertens (7-5, 62-7, 6-1) et Aliaksandra Sasnovich (6-4, 4-6, 7-5). Elle perd sur la dernière marche, contre la jeune Markéta Vondroušová (4-6, 66-7) 223e mondiale. Elle sort de nouveau des qualifications à Stuttgart où elle bat également Ana Konjuh (7-6, 6-4) et renverse la sixième mondiale Garbiñe Muguruza, tenante du titre à Roland Garros, sa première victoire sur une Top 10 (2-6, 7-6, 6-1). Elle est éliminée en quarts de finale par l'ancienne numéro une Maria Sharapova (3-6, 4-6). Elle parvient également dans le tableau final à Madrid où elle perd contre l'Américaine Coco Vandeweghe au premier tour (4-6, 6-7).
Au tournoi de Rome, s'étant difficilement extraite des qualifications, elle vainc Andrea Petkovic (6-3, 6-4) puis la no 1 mondiale Angelique Kerber (6-4, 6-0) en moins d'une heure, enchaînant dix jeux consécutifs pour conclure (sa seule victoire contre une numéro une en carrière). Après une autre victoire expéditive sur Mirjana Lučić-Baroni (6-1, 6-1), elle est défaite en quart de finale par la future finaliste Simona Halep (2-6, 4-6). Au deuxième tour de Roland-Garros, elle résiste contre Garbiñe Muguruza mais s'incline en trois manches (7-64, 4-6, 2-6). Elle avait remporté son premier match Porte d'Auteuil un peu avant contre la Roumaine Monica Niculescu (7-5, 6-1).
Sur le gazon de Bois-le-Duc, alors qu'elle n'est pas tête de série, Kontaveit se hisse en finale en battant Kristýna Plíšková, Kirsten Flipkens, Carina Witthöft et Lesia Tsurenko. En finale, elle vainc en 1 h 15 la jeune Russe Natalia Vikhlyantseva (6-2, 6-3) et remporte ainsi le premier titre WTA de sa carrière. Elle enchaîne avec ses premières victoires sur le gazon de Wimbledon contre Lara Arruabarrena (6-2, 6-4) et la Russe Daria Kasatkina (6-3, 6-2). Elle passe de peu à côté d'une nouvelle victoire de prestige au troisième tour contre la Danoise Caroline Wozniacki, sixième mondiale (6-3, 6-7, 2-6). Un mois plus tard, sur la terre battue de Gstaad, elle atteint une nouvelle finale après avoir écarté trois joueuse hors du Top 100 (Martina Trevisan, Anna Kalinskaya et Tereza Martincová) ainsi que l'Allemande Carina Witthöft mais est dominée par la Néerlandaise Kiki Bertens (4-6, 6-3, 1-6), spécialiste de la surface. Le 16 juin, elle intègre le top 50 et le 24 juillet le top 30.
Ce sera son dernier résultat notable de la saison, ne gagnant que deux matchs sur les huit derniers tournois, avec des éliminations d'entrée à Cincinnati (contre Petra Kvitová), New Haven, l'US Open, Wuhan, Pékin et Linz.

### 2018: huitième de finale à l'Open d'Australie et Roland Garros, finale à Wuhan
Après des défaites précoces à Brisbane et aux qualifications de Sydney, elle profite de son statut de tête de série à l'Open d'Australie pour y gagner ses premiers matchs. Elle s'impose contre la Serbe Aleksandra Krunić (6-4, 7-5), l'Allemande Mona Barthel (6-3, 4-6, 6-3) et face à la 7e mondiale Jeļena Ostapenko (6-3, 1-6, 6-3). Elle parvient pour la première fois de sa carrière en huitième au Grand Chelem australien. Elle est battue par l'Espagnole Carla Suárez Navarro (6-4, 4-6, 6-8) au bout d'un match très disputé. Elle enchaîne les mauvais résultats les mois suivants, battue d'entrée à Doha, Indian Wells, Miami et Lugano (contre la qualifiée Vera Lapko, 130e mondiale) et une seule victoire à Dubaï sur l'Australienne Samantha Stosur.
Elle renaît sur terre battue avec une demi-finale à Stuttgart, écartant de son passage la Française Kristina Mladenovic (5-7, 7-6, 7-6), profitant de l'abandon de l'ancienne numéro une Angelique Kerber et victorieuse au terme d'un match de nouveau très serré d'Anastasia Pavlyuchenkova (7-5, 6-7, 6-4). Elle échoue en demi contre une autre ex-numéro une, Karolína Plíšková (4-6, 2-6). Elle écarte début mai Venus Williams (3-6, 6-3, 6-2), huitième mondiale et la Biélorusse Aliaksandra Sasnovich (6-2, 4-6, 6-2) à Madrid. Elle est éliminée en huitièmes par une autre Tchèque, Petra Kvitová (7-6, 3-6, 3-6).
À Rome, elle atteint les demi-finales en éliminant de nouveau Venus Williams (6-2, 7-63), tête de série no 8, au troisième tour et Caroline Wozniacki, numéro deux mondiale, en quart (6-3, 6-1). Elle s'incline contre sa troisième Top 10 de la semaine, l'Ukrainienne Elina Svitolina (4-6, 3-6) pour sa première demi-finale en WTA 1000. À Roland-Garros, Anett Kontaveit accède aux huitièmes de finale en éliminant la tête de série no 8, Petra Kvitová, au bout de deux sets accrochés 7-66, 7-64 et est battue sèchement en huitième de finale par l'Américaine Sloane Stephens, future finaliste du tournoi (2-6, 0-6). C'est son seul huitième de finale Porte d'Auteuil. Le 28 mai, elle obtient jusque là son meilleur classement avec la 24e place mondiale.
Après deux défaites sur gazon à S'Hertogenbosh et Majorque, elle gagne son premier match à Wimbledon contre la Tchèque Denisa Satralova (6-2, 6-2) et enchaîne avec une deuxième victoire sur Jennifer Brady (6-2, 7-6). Elle est sortie par la Belge Alison Van Uytvanck au troisième tour (2-6, 3-6). Elle s'envole pour la tournée américaine et aligne des résultats corrects (défaite au deuxième tour de Cincinnati contre Petra Kvitová et en huitièmes à Miami contre Kiki Bertens). Elle s'incline les semaines suivantes au deuxième tour à New Haven et Tokyo et au premier tour de l'US Open contre Kateřina Siniaková (7-6, 3-6, 5-7).
Au tournoi WTA Premier de Wuhan, elle fait une entrée remarquée s'offrant sa 7e victoire sur une top 10, l'Américaine Sloane Stephens, alors 9e mondiale. Après un début de match difficile, elle renverse la situation pour s'imposer (4-6, 7-5, 6-4). Elle s'impose ensuite au deuxième et troisième tours respectivement face à Donna Vekić et Zhang Shuai. Avec sa victoire (6-4, 6-4) face à Kateřina Siniaková, elle atteint sa deuxième demi-finale en Premier 5 de l'année. Elle profite de l'abandon de la chinoise Wang Qiang pour atteindre la quatrième finale de sa carrière et la première dans cette catégorie de tournoi. Elle s'incline (3-6, 3-6) en finale face à la Biélorusse Aryna Sabalenka, mais continue son ascension dans le classement avec une 21e place.
Elle termine l'année en enchaînant un huitième et un quart de finale, s'inclinant contre la Danoise Caroline Wozniacki (5-7, 4-6) à Pékin, numéro deux mondiale et à Moscou contre la Tunisienne Ons Jabeur, 101e mondiale (5-7, 1-6).
Après une année réussie, elle se qualifie pour le Tournoi des championnes, regroupant cette année-là les joueuses classées à la race WTA (cumul des points d’une saison) de la 10e place à la 22e place, Anett Kontaveit étant 20e. Selon le classement, elle n’est donc techniquement pas favorite. Elle est sèchement battue 3-6, 1-6 par la Belge Elise Mertens mais s’impose face à l’Allemande Julia Görges sur le score de 6-2, 4-6, 6-4. Les trois joueuses étant à une victoire et une défaite chacune, la différence sur les sets gagnés et perdus permettra la qualification de l’Allemande. Anett Kontaveit finit alors à la dernière place du groupe.

### 2019: top 15 et demi-finale à Miami
Anett Kontaveit commence l’année 2019 avec un quart de finale à Brisbane éliminant au deuxième tour la numéro 7, Petra Kvitová (7-5, 7-6)1. Les mois suivants sont plus difficiles avec des défaites d'entrée à Dubaï, au deuxième tour de Sydney (par la Belge Elise Mertens, douzième mondiale), l'Open d'Australie et Doha (battue par l'Allemande Angelique Kerber, son unique match perdue contre l'Allemande). Elle se relance un peu avec une victoire sur Mónica Puig à Indian Wells (6-3, 7-6) puis profite de l'abandon de la Lettone Anastasija Sevastova pour parvenir en huitièmes de finale du tournoi californien. Elle s'incline en résistant contre la Tchèque Karolína Plíšková (6-7, 6-4, 2-6), cinquième joueuse mondiale. À Miami, elle se hisse jusqu’au stade des demi-finales, éliminant respectivement Amanda Anisimova, Ajla Tomljanović, profite de l’abandon de la récente gagnante à Indian Wells Bianca Andreescu et Hsieh Su-wei. Elle s’inclinera 3-6 3-6 face à la future numéro 1, Ashleigh Barty. Le 7 avril 2019, elle accède à la 14e place mondiale. Elle prouve sa bonne forme en atteignant la finale du tournoi de Stuttgart perdant face à Kvitová, qui prend sa revanche, écartant de son passage auparavant la Française Caroline Garcia (6-4, 6-3) et la Russe Anastasia Pavlyuchenkova (6-3, 6-2), profitant également de l'abandon de l'ancienne numéro une Victoria Azarenka et du forfait de la numéro une mondiale Naomi Osaka.

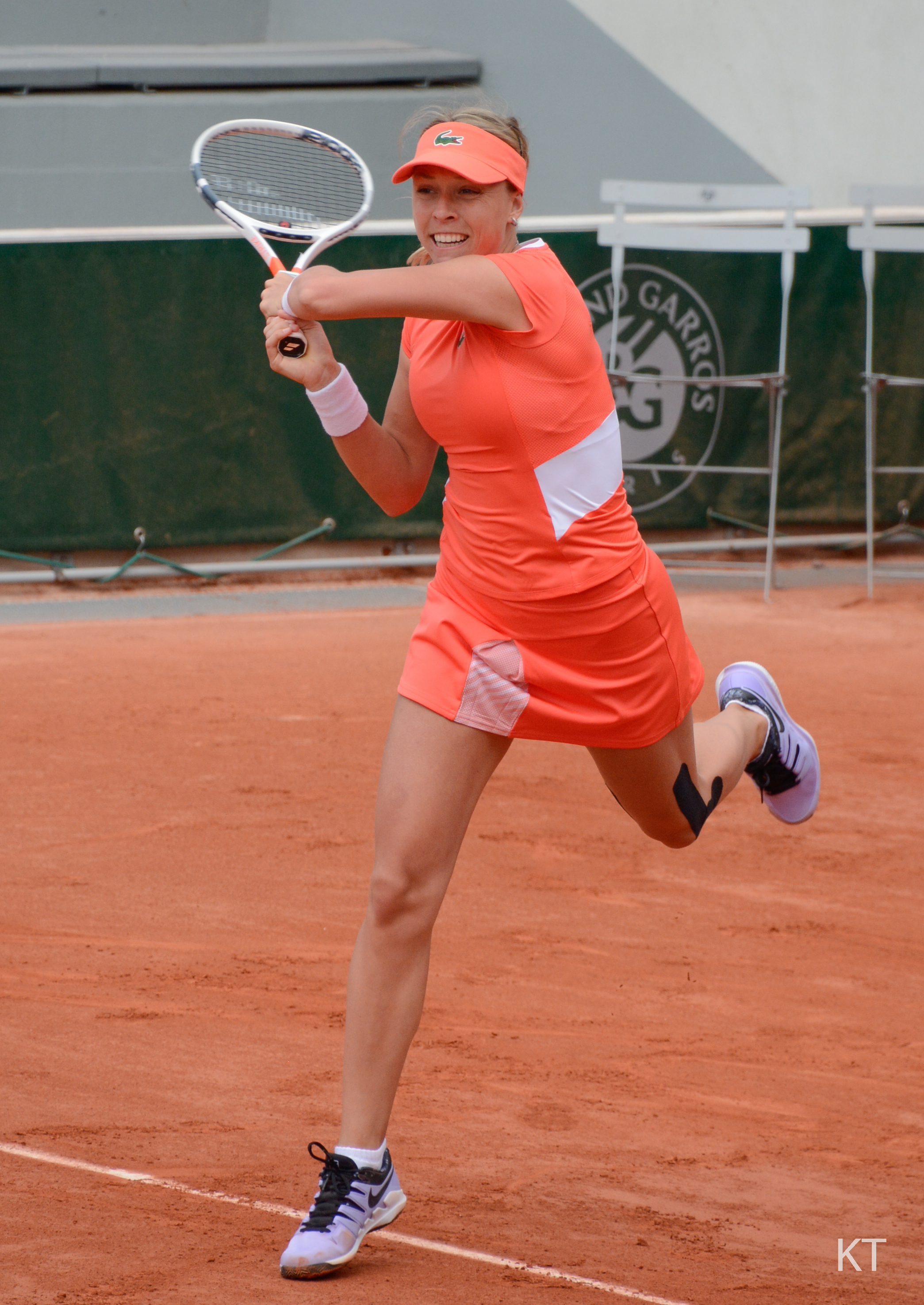
Anett Kontaveit à Roland Garros.

Pendant un peu plus de deux mois, elle enchaîne de nouveau les mauvais résultats avec des défaites d'entrée à Madrid, Roland Garros, Birmingham et au second tour à Rome et Eastbourne (contre la 356e mondiale Anna-Lena Friedsam). Elle emporte de nouveaux deux succès à Wimbledon contre deux joueuses hors Top 100 : l'Américaine Shelby Rogers (6-0, 3-6, 6-4) et la locale Heather Watson (7-5, 6-1). Elle est défaite comme au Grand Chelem précédent par la Tchèque Karolína Muchová (6-7, 3-6) au troisième tour. 
Après un mois de pause, elle revient au Canada lors du tournoi de Toronto et après avoir emporté une victoire de prestige contre la Russe Maria Sharapova ancienne numéro une (4-6, 6-3, 6-4), elle profite de l'abandon de Carla Suárez Navarro pour parvenir en huitièmes de finale mais est de nouveau battue par une Tchèque, Karolína Plíšková, numéro trois (3-6, 5-7). Elle réitère sa performance à Cincinnati en prenant sa revanche de Doha contre Angelique Kerber (7-6, 6-2) et s'impose contre une jeune qualifiée, la Polonaise Iga Świątek (6-4, 7-6) mais est battue au portes des quarts par la deuxième joueuse mondiale Ashleigh Barty, récente vainqueur de Roland Garros au terme d'un combat disputé (6-4, 5-7, 5-7). Elle termine l'année par deux nouvelles victoires sur Sara Sorribes Tormo (6-1, 6-1) et Ajla Tomljanović (4-6, 7-5, 6-2) mais ne peut pas se présenter en forme au troisième tour. Contrainte de déclarer forfait, elle laisse la Suissesse Belinda Bencic poursuivre sa route en deuxième semaine.

### 2020: Unique quart de finale en Grand Chelem
Elle débute doucement par un deuxième tour à Brisbane perdu contre la Néerlandaise Kiki Bertens (3-6, 6-2, 5-7), neuvième joueuse mondiale et une défaite d'entrée contre la Russe Anastasia Pavlyuchenkova à Adelaïde (2-6, 4-6).
La saison 2020 d'Anett Kontaveit est marquée par son premier quart de finale en simple dans un tournoi du Grand Chelem, à l'Open d'Australie, où elle s'impose notamment en huitième de finale contre la Polonaise Iga Świątek, avant de céder en quarts contre Simona Halep, numéro trois mondiale. Elle avait gagné quelques jours avant trois matchs, contre la locale Astra Sharma (6-0, 6-2), l'Espagnole Sara Sorribes Tormo (6-2, 4-6, 6-1) et la 7e mondiale Belinda Bencic (6-0, 6-1). Elle est la première joueuse de tennis estonienne, hommes ou femmes confondus, à accéder aux quarts de finale de l'Open d'Australie. Ce sera le seul quart de finale en Grand Chelem de sa carrière.
Elle parvient ensuite dans une saison marquée par la pandémie de Covid-19 à se hisser en quarts de finale à Dubaï, éliminant Sorana Cîrstea (6-1, 6-3) et prenant sa revanche sur Anastasia Pavlyuchenkova (7-6, 7-5) et sortie au tour suivant par la Croate Petra Martić (6-7, 1-6). Elle est défaite au deuxième tour à Doha une semaine plus tard contre la Biélorusse Aryna Sabalenka (5-7, 6-2, 5-7). Elle ne joue plus cinq mois durant et retrouve le circuit début août à Palerme. Elle retrouve un bon tennis en éliminant au passage durant le tournoi la Roumaine Patricia Maria Țig (6-3, 6-3), l'Allemande Laura Siegemund (3-6, 6-3, 6-2), la locale invitée Elisabetta Cocciaretto (6-1, 4-6, 6-1) et prend sa revanche sur Petra Martić (6-2, 6-4) pour jouer la finale. Elle échoue à remporte son deuxième titre en carrière, éliminée par la Française Fiona Ferro (2-6, 5-7). 
Sa régularité lui permet de disputer les quarts de finale du WTA 1000 de New York, sortant la Russe Daria Kasatkina (6-3, 6-1), la qualifiée Jil Teichmann (6-3, 6-4) et la Tchèque Marie Bouzková (6-3, 6-3) ne s'inclinant que face à la Top 10 Naomi Osaka (6-4, 2-6, 5-7), ainsi que les huitièmes de finale de l'US Open pour la première fois depuis cinq ans. Elle emporte ainsi ses matchs, renversant d'abord la locale Danielle Collins (5-7, 6-2, 6-2) puis écartant Kaja Juvan (6-4, 6-1) et Magda Linette (6-3, 6-2). Elle est néanmoins de nouveau battue par la Japonaise Naomi Osaka (3-6, 4-6), future vainqueur. 
Lors du tournoi de Roland-Garros, qui se déroule exceptionnellement à la fin du mois de septembre en raison des perturbations des calendriers ATP et WTA à la suite de la pandémie de Covid-19, elle chute dès le premier tour contre la Française Caroline Garcia (4-6, 6-3, 6-4). Elle s'incline également au deuxième tour à Rome et Ostrava. Elle termine l'année 2020 à la 23e place mondiale du classement WTA.

### 2021: saison exceptionnelle avec quatre titres, une finale de Masters et entrée dans le top 10
Le début de saison 2021 d'Anett Kontaveit est perturbé par la quarantaine qu'elle et 72 autres joueuses et joueurs doivent subir à leur entrée sur le territoire australien, limitant sa préparation pour la première levée du Grand Chelem de l'année. Après une défaite d'entrée à Abu Dhabi contre la Russe Veronika Kudermetova (5-7, 1-6), elle parvient néanmoins à battre les Américaines Christina McHale (6-1, 6-3) et Bethanie Mattek-Sands (7-5, 7-5) et profite du forfait de l'ancienne numéro une Victoria Azarenka pour filer en demi-finale. Elle est opposée à la Grecque María Sákkari et l'emporte au terme d'un gros combat (2-6, 6-3, 11-9) pour disputer sa première finale de la saison. En raison de retard dans la programmation, sa finale contre Ann Li est annulée. Tête de série no 21 à l'Open d'Australie, elle est défaite au troisième tour par l'Américaine Shelby Rogers. Elle enchaîne par la suite les résultats réguliers : elle élimine à Doha Jennifer Brady, finaliste du Grand Chelem australien quelques semaines plus tôt (6-1, 6-2) et l'ancienne numéro une Angelique Kerber (6-1, 6-4). Elle est renversée en quarts de finale par la Tchèque Petra Kvitová (3-6, 6-3, 6-2). À Dubaï elle gagne aussi deux matchs et s'incline en huitième de finale contre la Biélorusse Aryna Sabalenka (3-6, 2-6), huitième mondiale. Elle termine le début de saison sur dur par une défaite plus décousue contre la Belge Elise Mertens au deuxième tour de Miami (2-6, 6-0, 2-6).
Elle s'envole à Stuttgart mi-avril et bat la numéro quatre Sofia Kenin, finaliste à Roland Garros l'année passée (7-5, 6-4) mais perd de nouveau contre la Biélorusse Aryna Sabalenka (5-7, 6-4, 6-1) en quarts de finale.

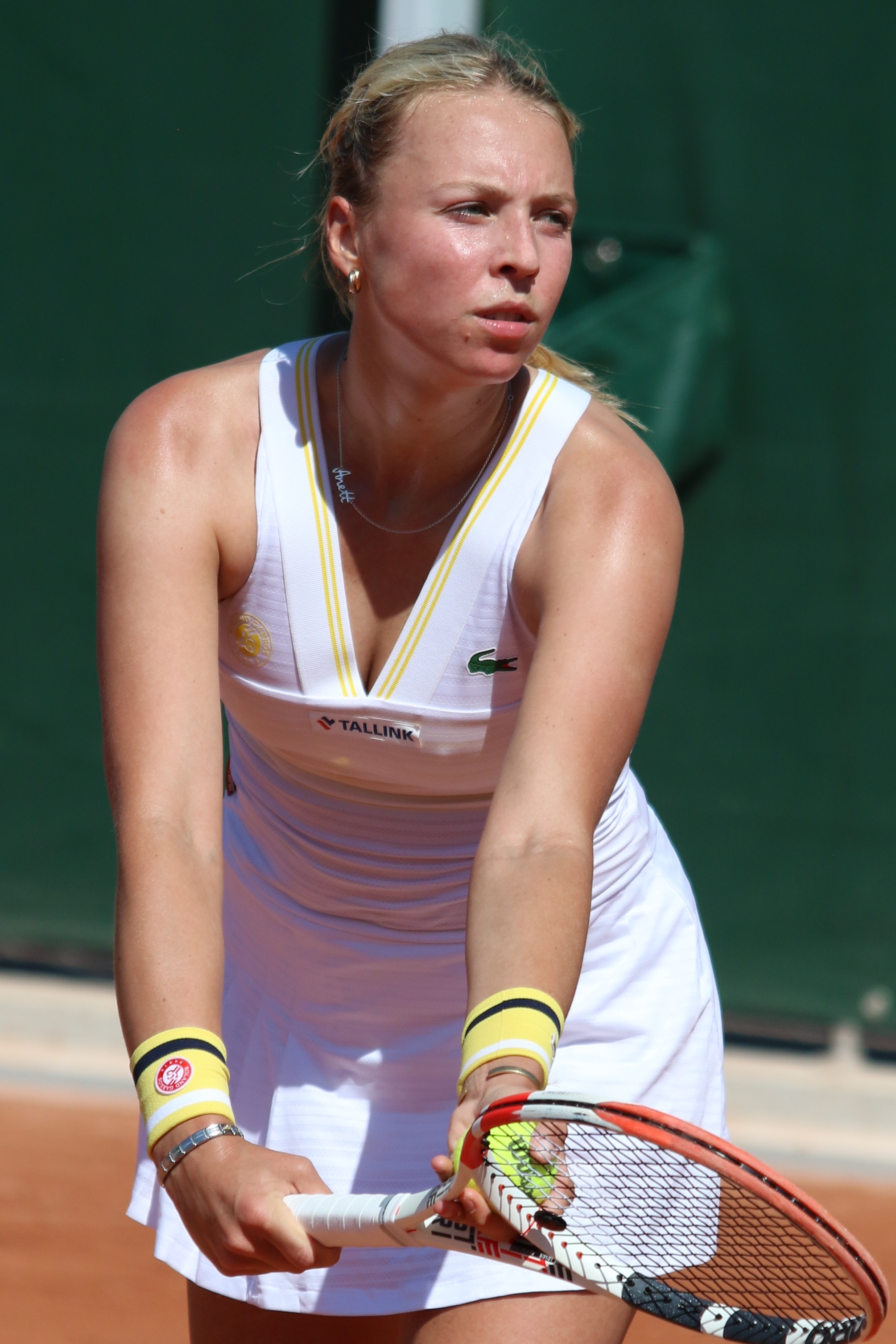
Anett Kontaveit à Roland Garros 2021.

Lors de la saison sur terre battue, à Madrid, elle se défait de la joueuse Serbe Nina Stojanović au premier tour, avant d'être battue par la tête de série no 16, María Sákkari. Elle se retire ensuite du tournoi de Rome, invoquant la fatigue, et ne participe à aucun tournoi préparatoire à Roland-Garros. Aux Internationaux de France, classée 30e tête de série, elle se défait de Viktorija Golubic au premier tour (6-7, 7-6, 6-0), puis sèchement de Kristina Mladenovic au deuxième tour (6-2, 6-0), avant d'être battue au troisième tour par la tenante du titre Iga Świątek (6-7, 0-6). Son tournoi suivant, à Eastbourne, la voit battre une deuxième pensionnaire du top 10 en 2021, en la personne de Bianca Andreescu (6-3, 6-3) au deuxième tour, son unique victoire contre une Top 10 sur gazon. Elle sort de nouveau Viktorija Golubic (2-6, 7-6, 7-5) et profite de l'abandon de la qualifiée Camila Giorgi (5-4 ab.) pour disputer sa deuxième finale de l'année contre la Lettone Jeļena Ostapenko mais s'incline (3-6, 3-6) pour la septième fois consécutive en finale et la seule fois de sa carrière contre elle. 
Elle marque au cours de l'été un coup d'arrêt qui la voit perdre quatre matchs consécutifs à Wimbledon, aux Jeux olympiques de Tokyo, (contre la Grecque María Sákkari), à Montréal et Cincinnati.
Au cours de l'été, elle s'adjoint les services de coaching de l'ancien joueur Dmitri Toursounov. Ses résultats s'améliorent dès la semaine suivante, au tournoi WTA 250 de Cleveland, qu'elle s'adjuge en finale contre Irina-Camelia Begu, son deuxième titre en carrière, et le premier depuis plus de quatre ans (7-6, 6-4). Elle s'était défaite de Lauren Davis (1-6, 6-0, 6-0), Caroline Garcia (6-3, 6-3), Kateřina Siniaková (6-3, 5-7, 6-2) et Sara Sorribes Tormo (6-4, 6-4). Tête de série no 28 à l'US Open, elle chute de nouveau au troisième tour, comme à Roland-Garros, contre Iga Świątek (3-6, 6-4, 6-3) après avoir battu la vétéran Samantha Stosur (6-3, 6-0) et la Suissesse Jil Teichmann (6-4, 6-1).
Sa fin de saison 2021 est exceptionnelle, puisqu'elle remporte trois nouveaux titres en septembre et octobre. Tout d'abord à Ostrava, en battant María Sákkari (6-2, 7-5) en finale et en ne perdant pas un set au cours du tournoi, sortant également la Roumaine Sorana Cîrstea (6-4, 6-4), l'Espagnole Paula Badosa (6-3, 6-4) ainsi que les numéros onze et dix Belinda Bencic (6-4, 6-3) et Petra Kvitová (6-0, 6-4). Il s'agit de son premier WTA 500 gagnée en carrière. Elle déclare forfait au deuxième tour de Chicago fin septembre et parvient en quarts de finale d'Indian Wells à la faveur d'un abandon de Martina Trevisan (6-3, 5-2 ab.) et de victoires sur Bianca Andreescu (7-6, 6-3) et Beatriz Haddad Maia, surprise du tournoi (6-0, 6-2). Elle est sortie par la Tunisienne Ons Jabeur (5-7, 3-6), qui met fin à série de neuf matchs gagnées de suite.
À Moscou, elle bat Kateřina Siniaková (6-3, 6-3), l'Allemande Andrea Petkovic (6-1, 6-4) et la numéro cinq mondiale Garbiñe Muguruza (6-1, 6-1) pour accéder aux demi-finale. Elle sort la Tchèque Markéta Vondroušová (6-3, 6-4) et joue sa cinquième finale de l'année. Elle emporte son troisième titre cette saison en dominant difficilement la Russe Ekaterina Alexandrova (4-6, 6-4, 7-5). Au Transylvania Open, elle surfe sur son excellente forme en ne laissant pas un seul set à ses adversaires, écartant Aleksandra Krunić (6-3, 7-5), Alison Van Uytvanck (6-3, 6-4), Anhelina Kalinina (6-3, 6-1), Rebecca Peterson (6-3, 6-2) et en finale la Roumaine Simona Halep, ancienne numéro une (6-2, 6-3), qui joue pourtant dans son pays natal. Sur cette période, elle remporte 26 des 28 matchs qu'elle a disputés. À l'issue du tournoi, elle accède au Top 10 pour la première fois de sa vie. 
Qualifiée pour les WTA Finals de justesse, elle voit l'Espagnole Garbiñe Muguruza briser sa série de dix victoires (4-6, 4-6) mais remporte ses deux autres matchs de poule contre les Tchèques Karolína Plíšková (6-4, 6-0) et Barbora Krejčíková (6-3, 6-4), quatrième et troisième mondiales. Elle affronte une de ses rivales en demi-finale, la Grecque María Sákkari et s'impose (6-1, 3-6, 6-3) malgré la perte d'un set. Retrouvant Garbiñe Muguruza en finale, elle subit de nouveau une défaite (3-6, 5-7) et voit filer le titre le plus important de sa carrière. Elle termine cette saison à la 7e place mondiale.

### 2022: sixième titre WTA et deuxième place mondiale
Sa saison commence par le tournoi de Sydney où, tête de série no 4, elle atteint la demi-finale, où elle perd contre la Tchèque Barbora Krejčíková en trois sets (6-0, 4-6, 6-7), malgré sept balles de match en sa faveur. Elle bat sur les trois premiers matchs la Chinoise Zhang Shuai (6-3, 6-3), la Belge Elena-Gabriela Ruse (6-3, 6-1) et profite de l'abandon de la 10e mondiale Ons Jabeur (6-4 ab.). Battue au deuxième tour de l'Open d'Australie par la Danoise Clara Tauson (2-6, 4-6), elle remporte ensuite le tournoi de Saint-Pétersbourg, le sixième titre de sa carrière, qu'elle s'adjuge en trois sets serrés (5-7, 7-6, 7-5) contre María Sákkari septième joueuse mondiale. Elle avait sorti un tournoi solide auparavant en éliminant les Suissesses Jil Teichmann (6-3, 1-6, 6-3) et Belinda Bencic (6-4, 7-5), la Roumaine Sorana Cîrstea (6-4, 7-5) ainsi que la Lettone Jeļena Ostapenko (6-3, 6-4) en demi-finale.
Elle enchaîne avec une finale au tournoi de Doha, en éliminant successivement Ana Konjuh (6-2, 6-3), Elise Mertens (6-3, 0-6, 6-2), Ons Jabeur (6-4, 6-1) puis de nouveau Jeļena Ostapenko (6-1, 6-4). Elle s'incline en finale assez sèchement contre la huitième mondiale Iga Świątek (2-6, 0-6), alors en plein milieu de sa série de 37 victoires consécutives cette année-là.
Elle connaît une période de creux les mois suivants, avec deux défaites en trois matchs durant la tournée sur dur  au deuxième tour d'Indian Wells, contre Markéta Vondroušová, puis au premier tour de Miami, contre Ann Li (0-6, 6-4, 3-6).

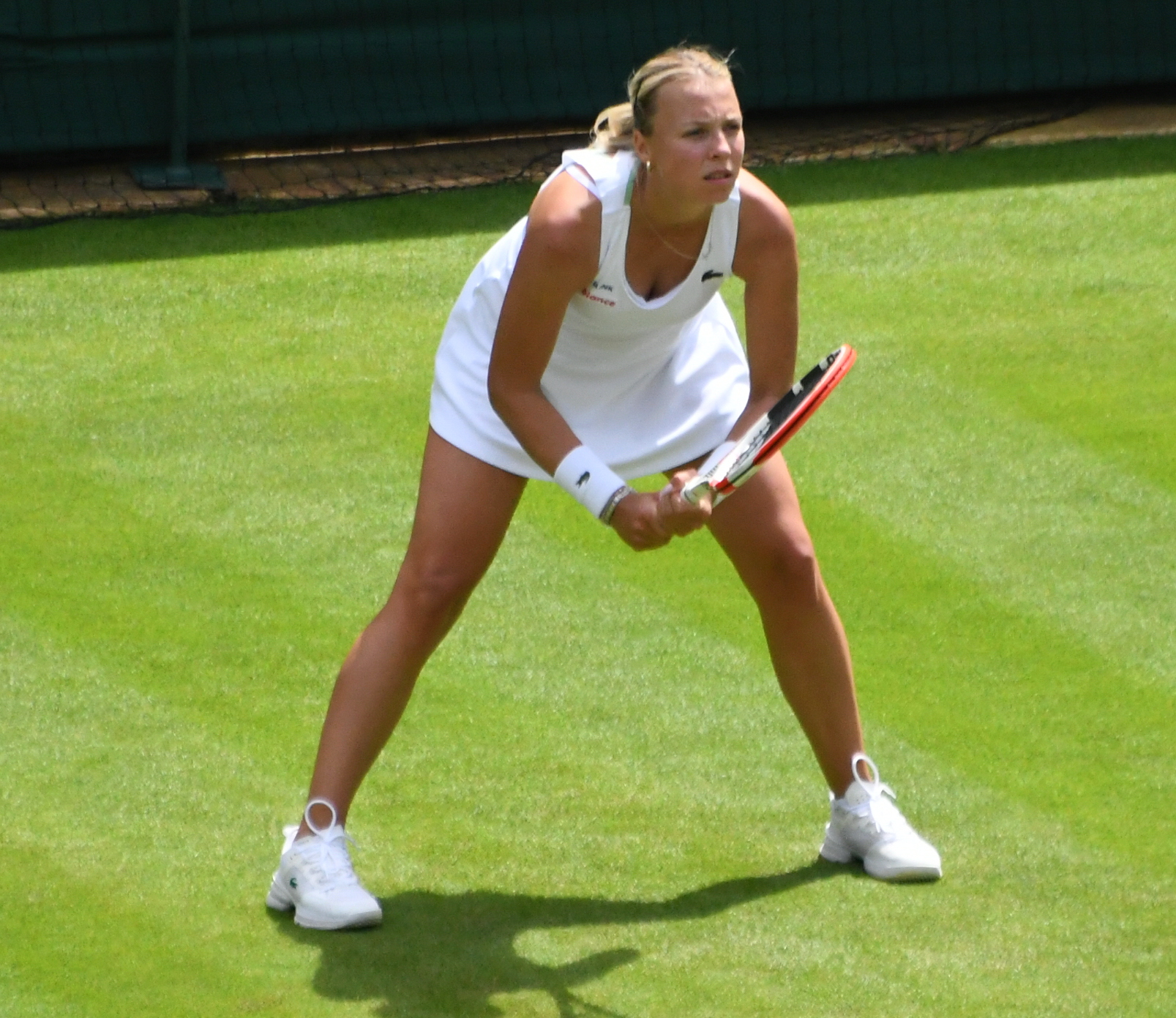
Anett Kontaveit à Wimbledon 2022.

Elle commence la tournée sur terre battue par un quart de finale à Stuttgart, s'inclinant contre Aryna Sabalenka, quatrième joueuse mondiale (4-6, 6-3, 1-6) et battant la locale Angelique Kerber (3-6, 6-3, 6-4) au premier tour. S'ensuivent deux défaites d'entrée, à Rome contre la Croate Petra Martić (2-6, 3-6) et durant le tournoi de Roland-Garros, où alors tête de série no 5, elle est battue au premier tour par l'Australienne Ajla Tomljanović (6-7 5-7).
Malgré les récents mauvais résultats, à l'issue du tournoi, elle obtient le 6 juin 2022 son meilleur classement, no 2 mondiale.
Fin juin, alors numéro trois mondiale, elle dispute et perd au deuxième tour du Grand Chelem de Wimbledon contre la 97e mondiale Jule Niemeier (4-6, 0-6), qui joue alors pour la première fois le Grand Chelem britannique.
Elle se hisse mi-juillet pour la quatrième fois de sa carrière en finale d'un tournoi sur terre, à Hambourg. Elle se défait d'Irina Bara (6-3, 7-6), Rebecca Peterson (6-3, 6-2), profite de l'abandon de la locale Andrea Petkovic (6-0, 2-0 ab.) et élimine Anastasia Potapova (6-3, 7-5) en demi-finale. Elle est battue par l'Américaine Bernarda Pera, déjà vainqueur la semaine précédente du tournoi de Budapest en deux sets (2-6, 4-6). S'ensuivent de nouveaux résultats mitigés, éliminée sèchement à Prague en quarts de finale par Anastasia Potapova (1-6, 1-6), au premier tour de Toronto par la Suissesse Jil Teichmann (4-6, 4-6), qui la bat pour la première fois et au deuxième tour à Cincinnati et l'US Open (par la légende Américaine Serena Williams 6-7, 6-2, 2-6, qui dispute le dernier tournoi de sa carrière). Elle retombe à la quatrième place mondiale dans le classement WTA.
Début octobre, elle élimine Wang Xiyu (3-6, 6-2, 7-5), Tereza Martincová (6-2, 6-1), Ysaline Bonaventure (6-3, 3-6, 6-3) et sa compatriote Kaia Kanepi (6-4, 6-4) en demi pour rejoindre la finale de Tallinn dans son pays natal, l'Estonie. Elle est néanmoins battue par la Tchèque Barbora Krejčíková, ancienne no 2 mondiale en deux sets (2-6, 3-6).
Tenante du titre à Ostrava, elle abandonne au premier tour du tournoi contre la Tchèque Tereza Martincová à cause de douleurs au dos. Elle sort du Top 10 la semaine suivante.

### 2023: blessure au dos persistante et retraite
En février, Anett Kontaveit révèle qu'elle souffre d'une blessure au dos après son abandon face à Shelby Rogers au tournoi d'Abou Dabi. Elle se retire alors des tournois de Doha et de Dubaï les semaines suivantes.
La dernière année de sa carrière la voit à court de forme, ne s'imposant que sur trois matchs à l'Open d'Australie contre Julia Grabher, à Abou Dhabi contre la Chinoise Zhang Shuai et à Rome contre Alycia Parks. Elle s'incline d'entrée aux deux tournois d'Adelaïde. Fin février, elle sort du Top 50. Elle sort dès le premier tour également à Madrid contre Karolína Muchová, finaliste quelques semaines plus tard à Roland Garros et durant le Grand Chelem parisien.
Précisant en juin qu'elle est atteinte d'une dégénérescence d'un disque lombaire, elle arrête sa carrière à l'issue du Tournoi de Wimbledon.
Elle s'impose au premier tour de Wimbledon contre Lucrezia Stefanini, (6-4, 6-4), elle poursuit sa route au deuxième tour du tournoi, elle s'incline finalement le 6 juillet au second tour face à la tchèque Marie Bouzková, (1-6, 2-6), et met ainsi un terme à sa carrière le 6 juillet 2023 à seulement 27 ans.

## Palmarès

### Titres en simple dames
| No | Date       | Nom et lieu du tournoi                          | Catégorie | Dotation  | Surface      | Finaliste             | Score          |          |
| -- | ---------- | ----------------------------------------------- | --------- | --------- | ------------ | --------------------- | -------------- | -------- |
| 1  | 12-06-2017 | Ricoh Open, Bois-le-Duc                         | Intern'l  | 250 000 $ | Gazon (ext.) | Natalia Vikhlyantseva | 6-2, 6-3       | Parcours |
| 2  | 22-08-2021 | Tennis in the Land, Cleveland                   | WTA 250   | 235 238 $ | Dur (ext.)   | Irina-Camelia Begu    | 7-65, 6-4      | Parcours |
| 3  | 20-09-2021 | Ostrava Open, Ostrava                           | WTA 500   | 565 530 $ | Dur (int.)   | María Sákkari         | 6-2, 7-5       | Parcours |
| 4  | 18-10-2021 | Kremlin Cup 2021, Moscou                        | WTA 500   | 565 530 $ | Dur (int.)   | Ekaterina Alexandrova | 4-6, 6-4, 7-5  | Parcours |
| 5  | 25-10-2021 | Transylvania Open, Cluj-Napoca                  | WTA 250   | 235 238 $ | Dur (int.)   | Simona Halep          | 6-2, 6-3       | Parcours |
| 6  | 07-02-2022 | St. Petersburg Ladies Trophy, Saint-Pétersbourg | WTA 500   | 703 580 $ | Dur (int.)   | María Sákkari         | 5-7, 7-64, 7-5 | Parcours |

### Finales en simple dames
| No | Date       | Nom et lieu du tournoi               | Catégorie | Dotation    | Surface      | Vainqueure          | Score                        |          |
| -- | ---------- | ------------------------------------ | --------- | ----------- | ------------ | ------------------- | ---------------------------- | -------- |
| 1  | 10-04-2017 | Ladies Open Biel Bienne, Bienne      | Intern'l  | 250 000 $   | Dur (int.)   | Markéta Vondroušová | 6-4, 7-66                    | Parcours |
| 2  | 17-07-2017 | Ladies Championship, Gstaad          | Intern'l  | 250 000 $   | Terre (ext.) | Kiki Bertens        | 6-4, 3-6, 6-1                | Parcours |
| 3  | 23-09-2018 | Wuhan Open, Wuhan                    | Premier 5 | 2 746 000 $ | Dur (ext.)   | Aryna Sabalenka     | 6-3, 6-3                     | Parcours |
| 4  | 22-04-2019 | Porsche Tennis Grand Prix, Stuttgart | Premier   | 820 977 $   | Terre (int.) | Petra Kvitová       | 6-3, 7-62                    | Parcours |
| 5  | 03-08-2020 | 31° Palermo Ladies Open, Palerme     | Intern'l  | 163 103 €   | Terre (ext.) | Fiona Ferro         | 6-2, 7-5                     | Parcours |
| 6  | 03-02-2021 | Grampians Trophy, Melbourne          | WTA 500   | 447 620 $   | Dur (ext.)   | aucune              | finale annulée face à Ann Li | Parcours |
| 7  | 21-06-2021 | International Eastbourne, Eastbourne | WTA 500   | 565 530 $   | Gazon (ext.) | Jeļena Ostapenko    | 6-3, 6-3                     | Parcours |
| 8  | 10-11-2021 | WTA Finals, Guadalajara              | Masters   | 5 000 000 $ | Dur (ext.)   | Garbiñe Muguruza    | 6-3, 7-5                     | Parcours |
| 9  | 20-02-2022 | Qatar Open, Doha                     | WTA 1000  | 2 331 698 $ | Dur (ext.)   | Iga Świątek         | 6-2, 6-0                     | Parcours |
| 10 | 17-07-2022 | Hamburg European Open, Hambourg      | WTA 250   | 251 750 $   | Terre (ext.) | Bernarda Pera       | 6-2, 6-4                     | Parcours |
| 11 | 26-09-2022 | Tallinn Open, Tallinn                | WTA 250   | 251 750 $   | Dur (int.)   | Barbora Krejčíková  | 6-2, 6-3                     | Parcours |

## Parcours en Grand Chelem

### En simple dames
| Année | Open d'Australie | Open d'Australie      | Internationaux de France | Internationaux de France | Wimbledon       | Wimbledon           | US Open         | US Open            |
| ----- | ---------------- | --------------------- | ------------------------ | ------------------------ | --------------- | ------------------- | --------------- | ------------------ |
| 2014  | —                | —                     | Q3                       | Heather Watson           | 1er tour (1/64) | Casey Dellacqua     | —               | —                  |
| 2015  | Q2               | Evgeniya Rodina       | Q2                       | Clothilde de Bernardi    | 1er tour (1/64) | Victoria Azarenka   | 1/8 de finale   | Venus Williams     |
| 2016  | 1er tour (1/64)  | Garbiñe Muguruza      | 1er tour (1/64)          | Venus Williams           | 1er tour (1/64) | Barbora Strýcová    | 1er tour (1/64) | Elena Vesnina      |
| 2017  | 1er tour (1/64)  | María Sákkari         | 2e tour (1/32)           | Garbiñe Muguruza         | 3e tour (1/16)  | Caroline Wozniacki  | 1er tour (1/64) | Lucie Šafářová     |
| 2018  | 1/8 de finale    | Carla Suárez Navarro  | 1/8 de finale            | Sloane Stephens          | 3e tour (1/16)  | Alison Van Uytvanck | 1er tour (1/64) | Kateřina Siniaková |
| 2019  | 2e tour (1/32)   | Aliaksandra Sasnovich | 1er tour (1/64)          | Karolína Muchová         | 3e tour (1/16)  | Karolína Muchová    | 3e tour (1/16)  | Forfait            |
| 2020  | 1/4 de finale    | Simona Halep          | 1er tour (1/64)          | Caroline Garcia          | Annulé          | Annulé              | 1/8 de finale   | Naomi Osaka        |
| 2021  | 3e tour (1/16)   | Shelby Rogers         | 3e tour (1/16)           | Iga Świątek              | 1er tour (1/64) | Markéta Vondroušová | 3e tour (1/16)  | Iga Świątek        |
| 2022  | 2e tour (1/32)   | Clara Tauson          | 1er tour (1/64)          | Ajla Tomljanović         | 2e tour (1/32)  | Jule Niemeier       | 2e tour (1/32)  | Serena Williams    |
| 2023  | 2e tour (1/32)   | Magda Linette         | 1er tour (1/64)          | Bernarda Pera            | 2e tour (1/32)  | Marie Bouzková      | —               | —                  |

N.B. : à droite du résultat se trouve le nom de l'ultime adversaire.

### En double dames
| Année | Open d'Australie                                                           | Open d'Australie                                                          | Internationaux de France                                                  | Internationaux de France | Wimbledon                                                                   | Wimbledon                                                              | US Open | US Open |
| ----- | -------------------------------------------------------------------------- | ------------------------------------------------------------------------- | ------------------------------------------------------------------------- | ------------------------ | --------------------------------------------------------------------------- | ---------------------------------------------------------------------- | ------- | ------- |
| 2017  | —                                                                          | —                                                                         | —                                                                         | —                        | 2e tour (1/16) Barthel \|\| style="text-align:left;" \| Klepač Martínez     | —                                                                      | —       |         |
| 2018  | —                                                                          | —                                                                         | —                                                                         | —                        | 1er tour (1/32) Puig \|\| style="text-align:left;" \| Melichar Peschke      | —                                                                      | —       |         |
| 2019  | 2e tour (1/16) Dart \|\| style="text-align:left;" \| Flipkens Larsson      | 1/8 de finale Kasatkina \|\| style="text-align:left;" \| Duan Y. Zheng S. | 1er tour (1/32) Kasatkina \|\| style="text-align:left;" \| Begu Niculescu | —                        | —                                                                           |                                                                        |         |         |
| 2020  | 2e tour (1/16) Minella \|\| style="text-align:left;" \| Kudermetova Riske  | —                                                                         | —                                                                         | Annulé                   | Annulé                                                                      | —                                                                      | —       |         |
| 2021  | 1er tour (1/32) Kasatkina \|\| style="text-align:left;" \| Bolsova Paolini | —                                                                         | —                                                                         | —                        | —                                                                           | 2e tour (1/16) Kasatkina \|\| style="text-align:left;" \| Jurak Klepač |         |         |
| 2022  | —                                                                          | —                                                                         | —                                                                         | —                        | 2e tour (1/16) Rogers \|\| style="text-align:left;" \| Krejčíková Siniaková | —                                                                      | —       |         |

N.B. : le nom de la partenaire se trouve sous le résultat ; les noms des ultimes adversaires se trouvent à droite.

### En double mixte
| Année | Open d'Australie | Open d'Australie | Internationaux de France | Internationaux de France | Wimbledon                                                                    | Wimbledon | US Open | US Open |
| ----- | ---------------- | ---------------- | ------------------------ | ------------------------ | ---------------------------------------------------------------------------- | --------- | ------- | ------- |
| 2023  | —                | —                | —                        | —                        | 1er tour (1/16) Ruusuvuori \|\| style="text-align:left;" \| Yang Z. Krawietz | —         | —       |         |

N.B. : le nom du partenaire se trouve sous le résultat ; les noms des ultimes adversaires se trouvent à droite.

## Parcours en «Premier» et WTA 1000
Les tournois WTA « Premier Mandatory » et « Premier 5 » (entre 2009 et 2020) et WTA 1000 (à partir de 2021) constituent les catégories d'épreuves les plus prestigieuses, après les quatre levées du Grand Chelem.

### En simple dames
| Année |       |                             |                            |                                  |                           |                               |                              |                             |                            |                              |  |                            |
| Doha  | Dubaï | Indian Wells                | Miami                      | Madrid                           | Rome                      | Canada                        | Cincinnati                   | Pékin                       |                            | Tokyo                        |  |                            |
| Doha  | Dubaï | Indian Wells                | Miami                      | Madrid                           | Rome                      | Canada                        | Cincinnati                   | Pékin                       | Wuhan                      |                              |  |                            |
| Doha  | Dubaï | Indian Wells                | Miami                      | Madrid                           | Rome                      | Canada                        | Cincinnati                   | Pékin                       | Guadalajara                |                              |  |                            |
| 2013  |       |                             | WTA 500                    |                                  | 1er tour (1/64) C. McHale |                               |                              |                             |                            |                              |  |                            |
| 2014  |       |                             | WTA 500                    |                                  | 1er tour (1/64) M. Keys   |                               |                              |                             |                            |                              |  |                            |
| 2017  |       | WTA 500                     |                            | 2e tour (1/32) A. Pavlyuchenkova | 3e tour (1/16) S. Halep   | 1er tour (1/32) C. Vandeweghe | 1/4 de finale S. Halep       |                             | 1er tour (1/32) P. Kvitová | 1er tour (1/32) D. Gavrilova |  | 1er tour (1/32) M. Linette |
| 2018  |       | 1er tour (1/32) A. Cornet   | WTA 500                    | 2e tour (1/32) A. Sasnovich      | 2e tour (1/32) M. Sákkari | 3e tour (1/8) P. Kvitová      | 1/2 finale E. Svitolina      | 2e tour (1/16) P. Kvitová   | 3e tour (1/8) K. Bertens   | 3e tour (1/8) C. Wozniacki   |  | Finale A. Sabalenka        |
| 2019  |       | WTA 500                     | 1er tour (1/32) Zhang S.   | 4e tour (1/8) Ka. Plíšková       | 1/2 finale A. Barty       | 1er tour (1/32) A. Sasnovich  | 2e tour (1/16) M. Sákkari    | 3e tour (1/8) Ka. Plíšková  | 3e tour (1/8) A. Barty     |                              |  |                            |
| 2020  |       | 2e tour (1/16) A. Sabalenka | WTA 500                    | Annulé                           | Annulé                    | Annulé                        | 2e tour (1/16) S. Kuznetsova | Annulé                      | 1/4 de finale N. Osaka     | Annulé                       |  | Annulé                     |
|       |       | WTA 1000                    |                            |                                  |                           |                               |                              |                             |                            |                              |  |                            |
| 2021  |       | WTA 500                     | 3e tour (1/8) A. Sabalenka | 1/4 de finale O. Jabeur          | 3e tour (1/16) E. Mertens | 2e tour (1/16) M. Sákkari     |                              | 1er tour (1/32) J. Pegula   | 1er tour (1/32) O. Jabeur  | Annulé                       |  | Annulé                     |
| 2022  |       | Finale I. Świątek           | WTA 500                    | 3e tour (1/16) M. Vondroušová    | 2e tour (1/32) A. Li      |                               | 2e tour (1/16) P. Martić     | 2e tour (1/16) J. Teichmann | 3e tour (1/8) Zhang S.     | Hors calendrier              |  |                            |
| 2023  |       | WTA 500                     |                            |                                  |                           | 1er tour (1/64) K. Muchová    | 2e tour (1/32) L. Samsonova  |                             |                            |                              |  |                            |

Sous le résultat, l’ultime adversaire.
1. 1 2   Les tournois de Doha et Dubaï alternent le statut de tournoi WTA 1000 (ex Premier 5) entre 2009 et 2023 : les trois premières éditions ont lieu à Dubaï, les trois suivantes à Doha, puis Dubaï accueille le tournoi de cette catégorie les années impaires et Dubaï les années paires. De 2011 à 2023, la ville qui n’accueille pas de WTA 1000 organise à la place un tournoi WTA 500 (ex Premier).
2. 1 2 3 4 5 6 7 8   L’ordre de déroulement des tournois a évolué depuis 2009 : Rome se dispute avant Madrid et Cincinnati avant Montréal/Toronto jusqu’en 2010, tandis que Tokyo (2009-2013)-Wuhan (2014-2019, 2024-)-Guadalajara (2022-2023) ont lieu avant Pékin jusqu’en 2023.
3. 1 2 3 4 5 6 7 8  Du fait de la pandémie de Covid-19, les tournois d’Indian Wells, de Miami, de Madrid, du Canada, de Wuhan et de Pékin sont annulés en 2020. Ces deux derniers le sont également en 2021. Pour des raisons d’organisation, le tournoi de Cincinnati 2020 a exceptionnellement lieu à Flushing Meadows à New York.
4. ↑  Le 1er décembre 2021, le président de la WTA, Steve Simon, annonce que tous les tournois prévus en Chine et à Hong Kong sont suspendus à partir de 2022, en raison de préoccupations concernant la sécurité et le bien-être de la joueuse de tennis chinoise Peng Shuai après ses allégations de relations sexuelles non-consenties avec Zhang Gaoli, membre de haut rang du Parti communiste chinois. Le tournoi de Pékin revient en 2023. Le tournoi de Guadalajara remplace celui de Wuhan pendant deux ans, ce dernier réapparaissant en 2024.

## Parcours aux Masters

### En simple dames
| # | Date       | Nom de l'édition             | ($)       | Surface    | Résultat | Ultime adversaire | Score    |          |
| - | ---------- | ---------------------------- | --------- | ---------- | -------- | ----------------- | -------- | -------- |
| 1 | 10/11/2021 | Akron WTA Finals Guadalajara | 5 000 000 | Dur (ext.) | Finale   | Garbiñe Muguruza  | 6-3, 7-5 | Parcours |

## Parcours aux Jeux olympiques

### En simple dames
| # | Date       | Nom de l'olympiade         | Surface    | Résultat        | Ultime adversaire | Score    |          |
| - | ---------- | -------------------------- | ---------- | --------------- | ----------------- | -------- | -------- |
| 1 | 31/07/2021 | Olympic Tennis Event Tokyo | Dur (ext.) | 1er tour (1/32) | María Sákkari     | 7-5, 6-2 | Parcours |

## Parcours en Fed Cup
| #                                                                  | Date       | Lieu    | Surface    | Gagnante(s)                    | Perdante(s)               | Score    |          |
| ------------------------------------------------------------------ | ---------- | ------- | ---------- | ------------------------------ | ------------------------- | -------- | -------- |
|                                                                    |            |         |            |                                |                           |          |          |
| 2011 - 1er tour (groupe mondial II) - Estonie - Espagne - 1 : 4    |            |         |            |                                |                           |          |          |
| 1                                                                  | 05/02/2011 | Tallinn | Dur (int.) | María José Martínez            | Anett Kontaveit           | 6-2, 6-0 | Parcours |
| 1                                                                  | 05/02/2011 | Tallinn | Dur (int.) | Carla Suárez Navarro           | Anett Kontaveit           | 6-2, 6-2 | Parcours |
|                                                                    |            |         |            |                                |                           |          |          |
| 2011 - Barrage (groupe mondial II) - Biélorussie - Estonie - 5 : 0 |            |         |            |                                |                           |          |          |
| 2                                                                  | 16/04/2011 | Minsk   | Dur (int.) | Victoria Azarenka              | Anett Kontaveit           | 6-2, 6-0 | Parcours |
| 2                                                                  | 16/04/2011 | Minsk   | Dur (int.) | Olga Govortsova                | Anett Kontaveit           | 6-0, 6-2 | Parcours |
| 2                                                                  | 16/04/2011 | Minsk   | Dur (int.) | Darya Kustova Tatiana Poutchek | Maret Ani Anett Kontaveit | 6-2, 6-3 | Parcours |

## Classements WTA en fin de saison
| Année          | 2011 | 2012 | 2013 | 2014 | 2015 | 2016 | 2017 | 2018 | 2019 | 2020 | 2021 | 2022 |
| Rang en simple | 573  | 436  | 228  | 166  | 91   | 109  | 34   | 21   | 26   | 23   | 7    | 17   |
| Rang en double | 955  | 1083 | 290  | 451  | 403  | –    | 404  | 1080 | 102  | 110  | 212  | 506  |

Source : (en) Classements de Anett Kontaveit sur le site officiel de la Fédération internationale de tennis

## Records et statistiques

### Confrontations avec ses principales adversaires
Confrontations lors des différents tournois WTA avec ses principales adversaires (5 confrontations minimum et avoir été membre du top 10). Classement par pourcentage de victoires.
| Joueuse             | Meilleur classement | Confrontations | Victoires | Défaites | Pourcentage de victoires | Dernière confrontation                            |
| ------------------- | ------------------- | -------------- | --------- | -------- | ------------------------ | ------------------------------------------------- |
| Naomi Osaka         | 1                   | 5              | 0         | 5        | 0                        | défaite (3-6, 4-6) à l'US Open 2020               |
| Aryna Sabalenka     | 1                   | 5              | 0         | 5        | 0                        | défaite (4-6, 6-3, 1-6) à Stuttgart 2022          |
| Garbiñe Muguruza    | 1                   | 6              | 2         | 4        | 33,3                     | défaite (4-6, 4-6) au Masters 2021                |
| Petra Kvitová       | 2                   | 8              | 3         | 5        | 37,5                     | victoire (6-0, 6-4) à Ostrava 2021                |
| Iga Świątek         | 1                   | 5              | 2         | 3        | 40                       | défaite (2-6, 0-6) à Doha 2022                    |
| Ons Jabeur          | 2                   | 6              | 3         | 3        | 50                       | victoire (6-4, 6-1) à Doha 2022                   |
| María Sákkari       | 3                   | 13             | 7         | 6        | 53,8                     | victoire (5-7, 7-6, 7-5) à Saint-Pétersbourg 2022 |
| Caroline Garcia     | 4                   | 5              | 3         | 2        | 60                       | victoire (6-3, 6-3) à Cleveland 2021              |
| Jeļena Ostapenko    | 5                   | 5              | 4         | 1        | 80                       | victoire (6-1, 6-4) à Doha 2022                   |
| Angelique Kerber    | 1                   | 6              | 5         | 1        | 83,3                     | victoire (3-6, 6-4, 6-4) à Stuttgart 2022         |
| Kristina Mladenovic | 10                  | 5              | 5         | 0        | 100                      | victoire (6-2, 6-0) à Roland Garros 2021          |

### Victoires sur le top 10
Toutes ses victoires sur des joueuses classées dans le top 10 de la WTA lors de la rencontre.
| Légende              |
| -------------------- |
| Grand Chelem         |
| Masters              |
| Premier 5 / WTA 1000 |
| Premier / WTA 500    |
| WTA 250              |
| Fed Cup              |

| #  | Rang  |  | Tournoi           | Année | Surface             |                    | Adversaire         | Rang  | Tour           | Score          | Tableau |
| -- | ----- |  | ----------------- | ----- | ------------------- | ------------------ | ------------------ | ----- | -------------- | -------------- | ------- |
| 1  | no 73 |  | Stuttgart         | 2017  | Terre battue (int.) |                    | Garbiñe Muguruza   | no 6  | 1/8            | 2-6, 7-61, 6-1 | Tableau |
| 2  | no 68 |  | Rome              | 2017  | Terre battue        |                    | Angelique Kerber   | no 1  | 1/16           | 6-4, 6-0       | Tableau |
| 3  | no 33 |  | Open d'Australie  | 2018  | Dur                 |                    | Jeļena Ostapenko   | no 7  | 1/16           | 6-3, 1-6, 6-3  | Tableau |
| 4  | no 29 |  | Madrid            | 2018  | Terre battue        |                    | Venus Williams     | no 8  | 1/32           | 3-6, 6-3, 6-2  | Tableau |
| 5  | no 26 |  | Rome              | 2018  | Terre battue        |                    | Venus Williams     | no 9  | 1/8            | 6-2, 7-63      | Tableau |
| 6  | no 26 |  | Rome              | 2018  | Terre battue        | Caroline Wozniacki | no 2               | 1/4   | 6-3, 6-1       |                | Tableau |
| 7  | no 24 |  | Roland-Garros     | 2018  | Terre battue        |                    | Petra Kvitová      | no 8  | 1/16           | 7-66, 7-64     | Tableau |
| 8  | no 27 |  | Wuhan             | 2018  | Dur                 |                    | Sloane Stephens    | no 9  | 1/32           | 4-6, 7-5, 6-4  | Tableau |
| 9  | no 20 |  | Brisbane          | 2019  | Dur                 |                    | Petra Kvitová      | no 7  | 1/8            | 7-5, 7-61      | Tableau |
| 10 | no 31 |  | Open d'Australie  | 2020  | Dur                 |                    | Belinda Bencic     | no 7  | 1/16           | 6-0, 6-1       | Tableau |
| 11 | no 22 |  | Fed Cup           | 2020  | Dur (int.)          |                    | Elina Svitolina    | no 4  | Qualifications | 6-3, 6-75, 6-2 | Tableau |
| 12 | no 27 |  | Stuttgart         | 2021  | Terre battue (int.) |                    | Sofia Kenin        | no 4  | 1/8            | 7-5, 6-4       | Tableau |
| 13 | no 27 |  | Eastbourne        | 2021  | Gazon               |                    | Bianca Andreescu   | no 7  | 1/8            | 6-3, 6-3       | Tableau |
| 14 | no 30 |  | Ostrava           | 2021  | Dur (int.)          |                    | Petra Kvitová      | no 10 | 1/2            | 6-0, 6-4       | Tableau |
| 15 | no 20 |  | Moscou            | 2021  | Dur (int.)          |                    | Garbiñe Muguruza   | no 5  | 1/4            | 6-1, 6-1       | Tableau |
| 16 | no 8  |  | Guadalajara       | 2021  | Dur                 |                    | Barbora Krejčíková | no 3  | Poule          | 6-3, 6-4       | Tableau |
| 17 | no 8  |  | Guadalajara       | 2021  | Dur                 | Karolína Plíšková  | no 4               | Poule | 6-4, 6-0       |                | Tableau |
| 18 | no 8  |  | Guadalajara       | 2021  | Dur                 | Maria Sakkari      | no 6               | 1/2   | 6-1, 3-6, 6-3  |                | Tableau |
| 19 | no 7  |  | Sydney            | 2022  | Dur                 |                    | Ons Jabeur         | no 10 | 1/4            | 6-4 ab.        | Tableau |
| 20 | no 9  |  | Saint-Pétersbourg | 2022  | Dur (int.)          |                    | María Sákkari      | no 7  | Finale         | 5-7, 7-64, 7-5 | Tableau |
| 21 | no 7  |  | Doha              | 2022  | Dur                 |                    | Ons Jabeur         | no 10 | 1/4            | 6-4, 6-1       | Tableau |